# Pascale Stöcklin
Pascale Stöcklin (* 5. Februar 1997 in Basel) ist eine Schweizer Leichtathletin, die sich auf den Stabhochsprung spezialisiert hat.

## Sportliche Laufbahn
Erste internationale Erfahrungen sammelte Pascale Stöcklin im Jahr 2015, als sie bei den Junioreneuropameisterschaften in Eskilstuna mit übersprungenen 3,95 m in der Qualifikationsrunde ausschied. Im Jahr darauf verpasste sie bei den U20-Weltmeisterschaften in Bydgoszcz mit 3,95 m den Finaleinzug und 2017 wurde sie bei den U23-Europameisterschaften ebendort mit 4,00 m Zwölfte. Anschließend siegte sie mit 4,10 m bei den Spielen der Frankophonie in Abidjan. 2019 gelangte sie bei den U23-Europameisterschaften in Gävle mit 4,00 m auf Rang zehn und 2022 schied sie bei den Europameisterschaften in München mit 4,25 m in der Qualifikationsrunde aus. 2024 gelangte sie bei den Europameisterschaften in Rom mit 4,28 m auf Rang zwölf und anschließend verpasste sie bei den Olympischen Sommerspielen in Paris mit 4,20 m den Finaleinzug.